# Matelea oldemanii
Matelea oldemanii är en oleanderväxtart som beskrevs av G. Morillo. Matelea oldemanii ingår i släktet Matelea och familjen oleanderväxter. Inga underarter finns listade i Catalogue of Life.